# Mokrágy
Mokrágy (szlovákul: Mokraď, lengyelül: Mokradź) Alsókubin városrésze, egykor önálló falu Szlovákiában, a Zsolnai kerületben, az Alsókubini járásban.

## Fekvése
Alsókubin központjától 2 km-re északkeletre, az Árva partján fekszik. Az 59-es főúton közelíthető meg.

## Története
A 18. század végén Vályi András így ír róla: „MOKRÁGY.  Mokrád. Tót falu Árva Várm. földes Ura Abafi Uraság, lakosai katolikusok, és másfélék, fekszik Knyaszához nem meszsze, és annak filiája, határja jó.”
Fényes Elek 1851-ben kiadott geográfiai szótárában így ír a faluról: „Mokrágy, tót falu, Árva vmegyében, az Árva bal partján: 277 kath. lak. Van szép kastélya, jó rozs termő földe, erdeje, vendégfogadója, pálinkafőző háza, tirolisi tehén csordája, mellynek számára az uraság lóherét termesztet, és az Árva vizén egy 42 öl hosszaságu fedeles hidja. F. u. az Abaffy család. Ut. p. Rosenberg.”
A trianoni diktátumig Árva vármegye Alsókubini járásához tartozott.

## Népessége
1910-ben 120, túlnyomórészt szlovák anyanyelvű lakosa volt.

## Nevezetességei
- A településen az Abaffy család pompás, 1600 körül épült késő reneszánsz, két saroktornyos várkastélya áll, amelyet 1758-ban barokk stílusban átépítettek.

## Lásd még
- Alsókubin
- Benyólehota
- Kisbiszterec
- Knyazsa
- Nagybiszterec
- Szrnyace
- Zászkal